# Konzessionsvergabeverordnung
Die Konzessionsvergabeverordnung (KonzVgV) ist eine Rechtsverordnung, die das Verfahren bei der Vergabe von Konzessionen durch einen Konzessionsgeber regelt. Die Ermächtigung für den Erlass der Konzessionsvergabeverordnung ergibt sich aus § 113 und § 114 GWB.

## Details
Die Konzessionsvergabeverordnung enthält „nähere Bestimmungen über das einzuhaltende Verfahren bei der dem Teil 4 des Gesetzes gegen Wettbewerbsbeschränkungen unterliegenden Vergabe von Konzessionen durch einen Konzessionsgeber“ (§ 1 KonzVgV).
Durch den Erlass der Konzessionsvergabeverordnung wurde die Richtlinie 2014/23/EU zur Konzessionsvergabe  umgesetzt. Sie beinhaltet Regelungen zur Bekanntmachung von Konzessionsvergaben, zur Bemessung der Teilnahme- und Angebotsfristen, zur Prüfung der Eignung von Unternehmen, zur Auswahl des wirtschaftlichsten Angebots und zur eVergabe.